# Jüdischer Friedhof (Darnózseli)
Koordinaten: 47° 51′ 8,3″ N, 17° 25′ 53,4″ O

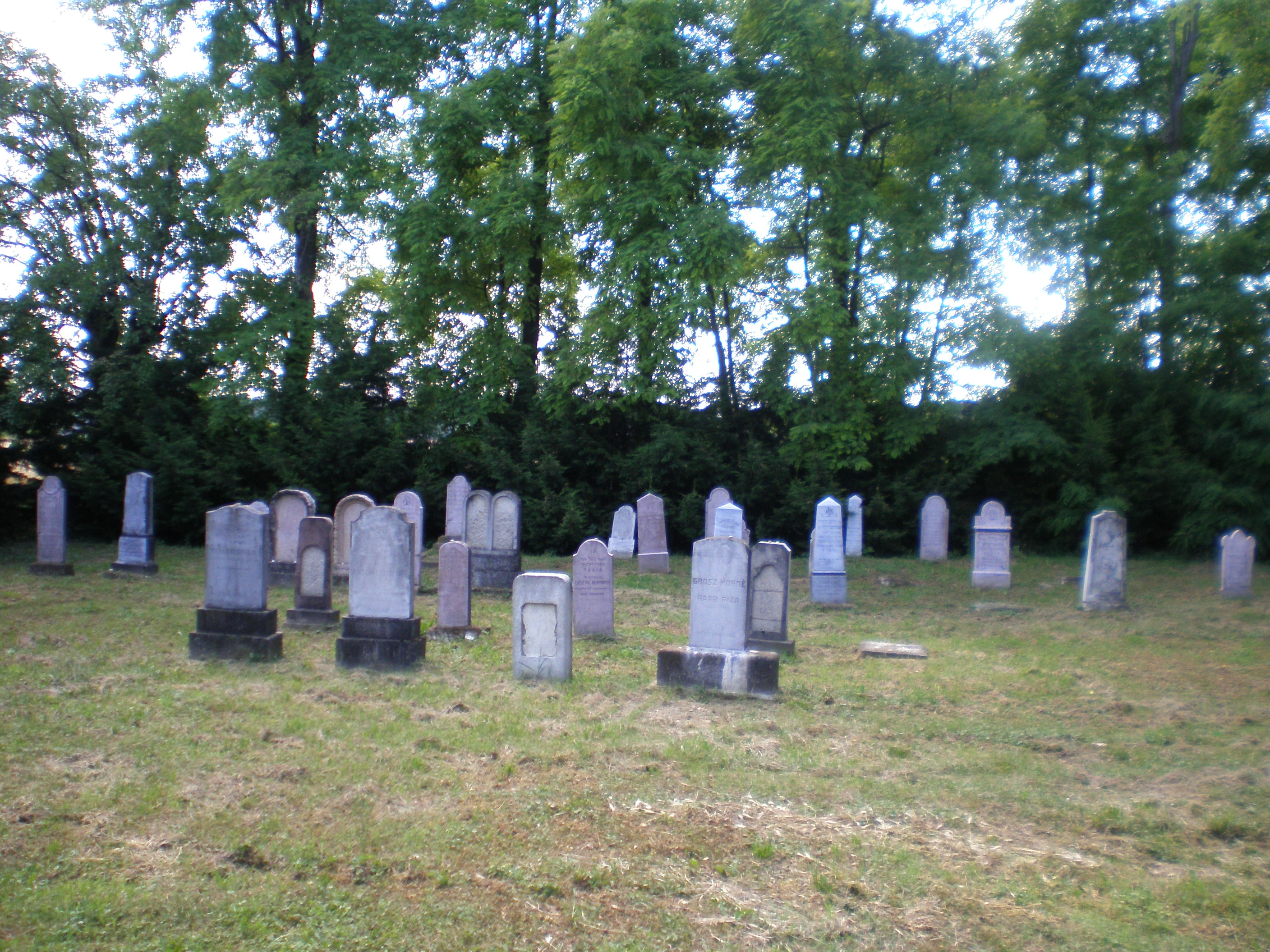
Jüdischer Friedhof in Darnózseli

Der Jüdische Friedhof in Darnózseli, einem Ort im Kreis Mosonmagyaróvár im Komitat Győr-Moson-Sopron im Nordwesten von Ungarn, wurde im Jahr 1883 angelegt, die letzte Beerdigung fand 1943 statt. 1985 wurde er instand gesetzt und befindet sich in einem guten Zustand (März 2009).